# زواج عن حب

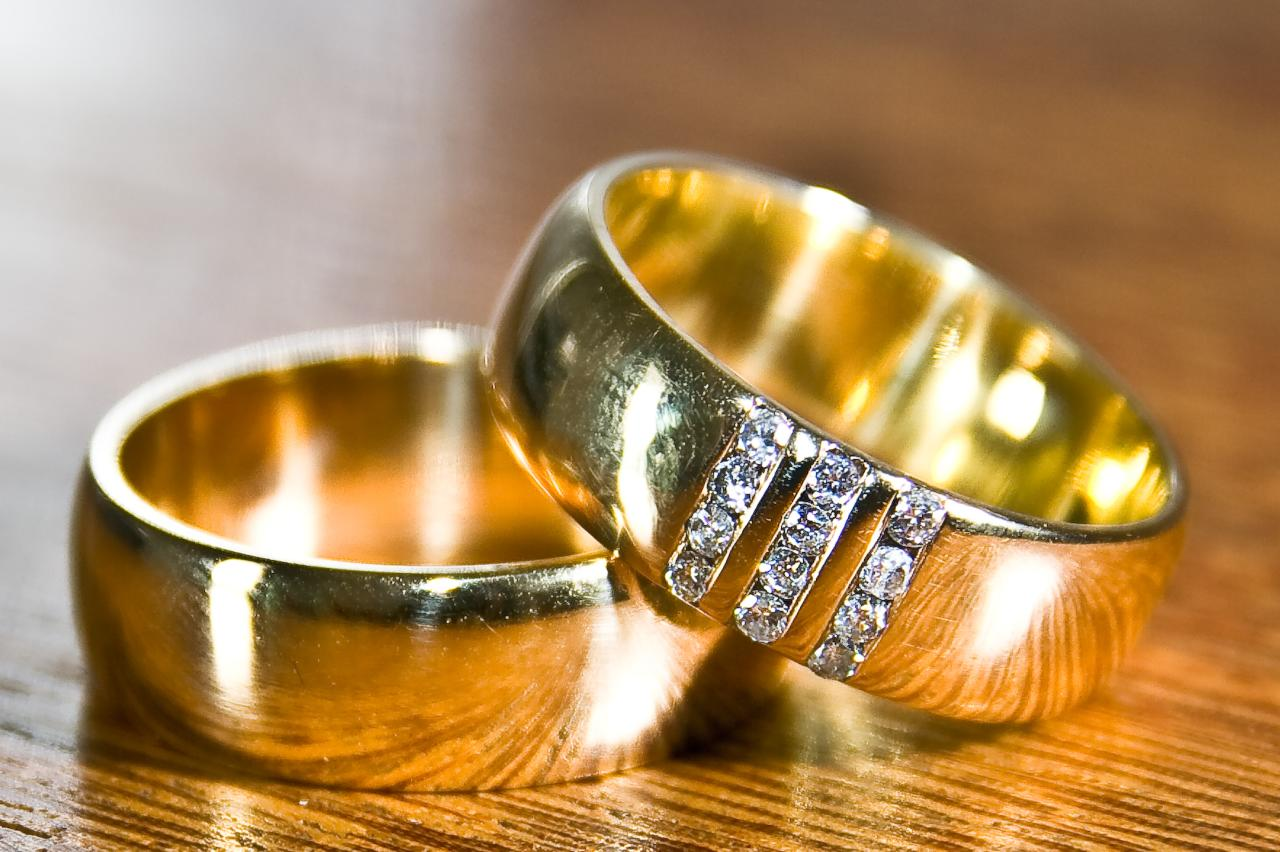

الزواج عن حُب أو زواج الحب (بالإنجليزية: Love marriage)‏ هو مصطلح يستخدم أساسا في جنوب آسيا، وخاصة في الهند وباكستان وبنغلاديش وسري لانكا، ويُشير إلى الزواج الذي يكون فيه الشخصين محبين لبعضهما البعض ويقررون الزواج سواء بموافقة أو بدون موافقة والديهم. وليس هناك تعريف واضح لزواج الحب، إلى أنه يُستخدم عادة لوصف الزواج الذي كان قرارا منفردا للزوجين.